# XForms (formátum)
Az XForms egy W3C-szabvány elektronikus dokumentumokhoz adatmegadásra, interaktív kérdőívekhez, különösen a világhálón. Az XForms platformfüggetlen és sok eszközön működhet, például számítógépen, mobiltelefonon vagy interaktív televízión.
Az XForms célja a HTML- és XHTML-dokumentumok felváltása, valamint az XML-technológiával való összekapcsolás. Az XForms azonban nem kapcsolódik az XHTML-hez. Az XForms eredetileg az XHTML 2.0 szabvány része lett volna, melynek fejlesztése 2009-ben megszűnt, és a W3C a HTML5-öt kezdte el fejleszteni helyette.

## Szabványosítás
Az XForms 1.0 2003 októberében vált W3C-szabvánnyá. 2007 októberében jelent meg az XForms 1.0 (Third Edition), a szabvány egy javított változata. 2004 novemberében jelent meg az XForms 1.1 vázlata, melyet utolszor 2007 novemberében frissítettek, és 2009. október 20-án ajánlássá vált.

## Funkció
Az XForms a MVC-architektúrán alapul. Így a modell külön XML-ként írható le, a megjelenítési és irányító információk megadása előtt.
A megjelenítés igen lazán van leírva, és főképp a nyelvtől és az implementációtól függ, melyekbe a dokumentumok ágyazva vannak. A modellelemek különböző irányítóelem-típusokkal kapcsolódnak, melyek a megjelenítés, fontosság és XML-séma-adattípusok további parancsait adnak meg. Különösen ez utóbbi a fontos, mivel a módszer a felhasználónak az adatokról szóló információkat küld az adatok kezdeti hitelesítése nélkül. Ez a webalkalmazásokban történő JavaScript-használat szükségességét szünteti meg. Különösen kisebb eszközök, például mobiltelefonok esetén volt ez ezért fontos, mivel sok erőforrást lehetett így megtakarítani.
Ez azonban nemcsak az adatok feldolgozás előtti szerveroldali hitelesítését teszi lehetővé. Lehetséges továbbá a hitelesítő információk figyelmen kívül hagyása és tetszőleges adatok adatcsatornába való helyezése.

## Támogatás
Csak a 2003-ban befejezett X-Smiles támogatja a specifikációt. Az elterjedtebb böngészők esetén a programrészek utólag telepítendők. Így van ez a Mozilla Firefox Mozilla XForms és az Internet Explorer formsPlayer beépülői esetén. A Mozilla XForms fejlesztése 2010-től megszűnt, és a Firefox 19-től már nem támogatott. Vannak JavaScript-megoldások, melyek az XFormst HTML-lé, illetve XHTML-lé alakítják, és egyes keretrendszerek, például a Chiba egy szabad változatot használnak ennek szerveroldali megoldásához, mint amilyen a betterFORM vagy az Orbeon.
A további XForms-változatok közé tartozik a Mozquito DENG. Az OpenOffice.org a 2.0 verziótól támogatta és használta az XFormst. Az XHTML to XForms Converter lehetővé teszi a weblapkészítőknek a dokumentumok XSLT-n keresztül XForms-dokumentumokká történő alakítását.

## Fordítás
Ez a szócikk részben vagy egészben  a   XForms című német Wikipédia-szócikk ezen változatának fordításán alapul.  Az eredeti cikk szerkesztőit annak laptörténete sorolja fel. Ez a jelzés csupán a megfogalmazás eredetét és a szerzői jogokat jelzi, nem szolgál a cikkben szereplő információk forrásmegjelöléseként.